# 王之輔
王之輔（1530年—1588年），字爾任，號錦峯，山東濟南府新城縣（今桓台縣新城鎮）人。 明朝政治人物。

## 生平
太仆寺少卿王重光子。生于嘉靖九年（1530年）庚寅十二月十八日，嘉靖四十年（1561年）辛酉科山東乡试第十五名舉人，經過謁選，万历二年（1574年）授山西隰州知州。不到一年，隰州稱治。三年调任霍州，六年升任大名府同知，入京任戶部員外郎。不久，奉命前往江西監理漕運，萬曆十六年戊子七月三十日卒於任內，年五十九。後崇祀新城鄉賢祠。

## 家族
曾祖王伍，善行載縣志。祖父王麟，教授贈通議大夫户部右侍郎。父王重光，太仆寺少卿，加赠通議大夫户部右侍郎。母劉氏，封太淑人，生六子。兄王之翰，监生封文林郎知县，贈按察副使。次兄王之垣，户部侍郎。弟王之城，博野知县。王之猷，礼部主事、按察副使。王之栋。
娶于氏，封宜人，生四子：王象蒙，庚辰进士、江西道監察御史、光禄寺少卿；王象震，廪生；王象斗，戊子举人、進士；王象節，戊子举人、翰林院检讨。